# Eric Burggräf
Eric Burggräf (* 10. März 1999) ist ein deutscher Volleyballspieler, der aktuell für die WWK Volleys Herrsching aktiv ist.

## Karriere
Burggräf begann seine Karriere beim VC Gotha. Später spielte er beim Nachwuchsteam VC Olympia Berlin. Als Kapitän führte er die Junioren-Nationalmannschaft. Mit dem VCO trat er in der Saison 2017/18 in der Zweiten Bundesliga Nord an. In der folgenden Saison war er mit dem Nachwuchs in der ersten Bundesliga aktiv. 2019 wurde der Zuspieler vom deutschen Bundesligisten SWD Powervolleys Düren verpflichtet. Im DVV-Pokal 2019/20 kam Burggräf mit den SWD Powervolleys ins Finale, das die Mannschaft gegen die Berlin Recycling Volleys verlor. Als die Bundesliga-Saison kurz vor den Playoffs abgebrochen wurde, stand Düren auf dem sechsten Tabellenplatz. In der Saison 2020/21 unterlagen die SWD Powervolleys im Playoff-Halbfinale gegen Berlin und wurden Dritter. Der DVV-Pokal 2021/22 endete für Burggräf mit Düren im Viertelfinale. Im Playoff-Halbfinale schied das Team ebenfalls gegen den VfB Friedrichshafen aus und wurde damit wieder Dritter. In der Saison 2022/23 spielte Burggräf mit den SWD Powervolleys in der Gruppenphase der Champions League. Im DVV-Pokal 2022/23 erreichte er mit seiner Mannschaft das Finale, das in Mannheim gegen die Berlin Recycling Volleys verloren ging. Die Bundesliga-Saison endete für Düren im Playoff-Halbfinale ebenfalls gegen Berlin. Danach wechselte der Zuspieler zum Ligakonkurrenten WWK Volleys Herrsching. Im DVV-Pokal 2023/24 kam Herrsching ins Finale, aber in der Bundesliga endete die Saison im Viertelfinale. Auch 2024/25 spielt Burggräf für Herrsching.
Im Beachvolleyball spielte Burggräf unter anderem mit Robert Werner bei einigen Nachwuchswettbewerben und kleineren Turnieren.